# Origbaajo Ismaila
Origbaajo Ismaila (* 4. August 1998 in Ilorin) ist ein nigerianischer Fußballspieler.

## Karriere
Origbaajo Ismaila erlernte das Fußballspielen in der De Royal Football Academy im nigerianischen Lagos. 2016 stand er beim Gateway United FC in Abeokuta unter Vertrag. Der Verein spielte in der zweiten Liga, der Nigeria National League. Wo er 2017 gespielt hat, ist unbekannt. 2018 spielte er in Mauritius beim Cercle de Joachim SC. Cercle spielte in der höchsten Liga, der Premier League. Von Anfang 2019 bis Ende April 2019 war er vertrags- und vereinslos. Am 25. April 2019 nahm ihn der japanische Drittligist Fukushima United FC unter Vertrag. Der Verein aus Fukushima spielte in der dritten japanischen Liga, der J3 League. Nach 66 Drittligaspielen, in denen er 25 Tor schoss, wechselte er im Juli 2021 in die zweite Liga, wo er sich Kyōto Sanga anschloss. Mit dem Verein aus Kyōto feierte er Ende 2021 die Vizemeisterschaft und den Aufstieg in die erste Liga. Im Februar 2023 wechselte er auf Leihbasis nach Moldawien, wo er einen Vertrag beim Erstligisten Sheriff Tiraspol unterschrieb. Mit dem Verein wurde er Meister und Pokalsieger. Für Sheriff bestritt er bis Mitte Juli 2023 acht Ligaspiele. Den Rest des Jahres spielte er auf Leihbasis beim japanischen Zweitligisten Tochigi SC. Für den Klub aus Utsunomiya bestritt er 15 Zweitligaspiele. Nach der Ausleihe wurde Ismaila im Januar 2024 fest von Tochigi unter Vertrag genommen. Hier stand er noch eine Spielzeit unter Vertrag. Im März 2025 wechselte er in die dritte Liga. Hier schloss er sich in Sagamihara dem SC Sagamihara an.

## Erfolge
Kyoto Sanga FC
- Japanischer Zweitligavizemeister: 2021  ▲

Sheriff Tiraspol
- Moldauischer Meister: 2022/23
- Moldauischer Pokalsieger: 2022/23